# Rory Best
Rory David Best (15. srpna 1982 Craigavon) je bývalý irský ragbista, který hrál jako mlynář. V roce 2017 obdržel Řád britského impéria. Za Irsko odehrál 124 zápasů a připsal si 60 bodů. Je prvním Irem, co jako kapitán pomohl k výhře nad Austrálií, Novým Zélandem i Jihoafrickou republikou. Stal se pátým Irem, co si za svou zemi připsal 100 zápasů. Je čtyřnásobným vítězem Six Nations (2009, 2014, 2015, 2018). V roce 2013 a 2017 byl součástí Britských a irských lvů.
Na klubové úrovni dokázal s irským klubem Ulster v sezoně 2005/06 vyhrát soutěž PRO12, které byla v té době pro kluby z Irska, Skotska a Walesu. V sezoně 2014/15 byl zvolen do nejlepší sestavy roku PRO12. Od sezony 2007/08 byl kapitánem Ulsteru až do konce kariéry. Jako hráč po konci své kariéry se od roku 2021 stal součástí trenérského týmu Seattle Seawolves. Ve stejném roce byl při podzimní tour po Evropě trenérem útoku Fidži.

## Klubová kariéra
- 2000 – 2003 Banbridge RFC
- 2004 – 2019 Ulster